# 콜게이트 대학교
콜게이트 대학교(Colgate University)는 1819년에 설립된 미국의 사립대학으로서 뉴욕주 해밀턴(en:Hamilton (village), New York)에 자리잡고 있다. 전공과 더불어 자연과학· 인문학· 사회과학 분야에 두루 걸쳐 폭 넓고 균형 잡힌 교육을 강조하는 학부 중심의 리버럴 아츠 칼리지(Liberal Arts College)로 분류된다.

뉴스위크(News Week)지가 선정한 25개의 뉴 엘리트 아이비('New Elite Ivies') 대학의 일원이며, 《U.S. 뉴스 & 월드 리포트》의 미국대학 평가에서 2017년도와 2018년도 에디션에 연속하여 리버럴 아츠 칼리지(National Liberal Arts Colege) 순위 12위에 선정되었다.,. 미국에서 캠퍼스가 가장 아름다운 대학 중 하나로도 유명하다.

2017년 기준 재학생 수는 소수의 대학원생을 포함하여 2,940명이며, 전통적으로 소수정예의 전인적 교육을 중시하는 리버럴 아츠 칼리지 중에서는 학교 규모가 큰 편이다. 학생 대 교수의 비율은 9:1이며, 교수들은 모두 박사 이상의 해당 분야 최고 학위를 지니고 있다. 모든 수업은 강의에서 실험에 이르기까지 교수가 직접 학생을 지도한다. 대다수 수업이 소규모 밀착-토론식 교육으로 이루어지며, 이는 적극적인 수업 태도와 창의적이며 비평적인 사고력을 향상시켜 높은 학업 성취도를 기대할 수 있게 한다. 교수들의 연구와 저술 활동도 활발하여 학생들의 연구 참여 기회가 풍부하고 교수와 학생들의 유대관계는 매우 돈독하다.

캠퍼스 생활과 분위기는 자유스럽고 진보적이지만, 학사관리와 성적평가는 원칙적이며 엄정하기로 평판이 나있다.
 졸업생의 70% 이상이 대학원에 진학하는데, 학교는 이를 위해 Pre-professional planning 프로그램과 경력관리 서비스를 입학 초기부터 제공하고 있다. 특히 의학전문대학원(Medical School)진학을 준비하는 학생들에게 미국 대학 중 유일하게 워싱턴 D.C에 있는 베데스다 국립보건원 (미국)en:National Institutes of Health에서 한 학기 동안 연수프로그램을 제공하고 있다. Pre-Med 과정 중 일부라고 볼 수 있는 이 과정의 참가자 93%가 의학 분야에 진학하여 상위 학위를 취득하고 있다. 또한 로스쿨 지원자의 94%가 상위 20개 로스쿨에 합격하고 있다.

콜게이트 대학은 해외 교육 프로그램이 가장 우수한 학교로 평가 받고 있다. 재학생의 70% 이상이 각 10명~15명으로 소규모 팀을 구성하고 교수의 지도 하에 Off campus study program을 통해 한 학기 이상을 전세계 곳곳에서 학업과 더불어 현지 경험을 쌓고 있다.

콜게이트 대학 스포츠 팀들은 학생 수가 적은 리버럴 아츠 칼리지로써는 드물게 25개 전 종목에 걸쳐 미국 대학체육협회 최상위 그룹인 NCAA Division I에 소속되어 경쟁하고 있으며, 재학생의 25%가 학교 대표팀 멤버로 활동할만큼 스포츠가 강한 학교다. 미식축구는 전설적인 전통을 지니고 있으며 남녀 아이스하키 팀에는 캐나다와 스위스의 국가대표팀 멤버들이 포함되어 있을만큼 강력하다. 농구와 축구 그리고 라크로스 종목에서도 소속 리그에서 매 시즌 우승을 비롯 좋은 성적을 거두고 있다.

College Rank의 조사 발표에 의하면, 콜게이트 대학은 미국 대학들 중에서 가장 탄탄하게 결속된 동문 네트워크를 가진 것으로 평가받고 있다.. 동문들은 사회 각계에서 상호협력하며 모교에 대한 재정 기부는 물론 후배들의 인턴쉽(internship) 기회 제공과 진학 · 사회진출을 지원하기 위해 자신들의 사회적 역량을 제공하는데 적극적으로 참여하는 전통을 이어오고 있다.

미국 뉴욕의 윌스트리트 금융권과 언론 방송계를 비롯 IT 기업과 스포츠 분야에서 동문들의 활약이 두드러지며, 동문과 교수 중에는 여러 명의 퓰리처 상 수상자들이 있다.

## 역사
- 1819년에 설립되었다. 1817년 뉴욕 주의 침례교도 13명이 교육 단체를 설립하고, 1819년 뉴욕 주로부터 학교 설립 인가를 얻어, 1820년 해밀턴의 한 건물에서 첫 수업을 연 것이 학교의 기원이다.
- 1823년 해밀턴 문학 & 신학 학교(Hamilton Literary & Theological Institution)로 이름이 바뀌었다.
- 1826년, 현재는 더 힐(The Hill)이라 불리는, 당시는 농장이던 구릉지역을 매입하여 현 캠퍼스의 기반을 마련하였으며, 이 곳은 현재 캠퍼스의 중심 지역이 되었다.
- 1827년 교수와 학생들이 학교 채석장에서 나온 돌로 웨스트 홀(West Hall)을 지었는데, 이는 콜게이트 대학교에서 현존하는 가장 오래된 건물이다.
- 1846년 학사 학위 수여 권한을 부여 받았으며, 매디슨 대학교(Madison University)로 명칭을 변경하였다.
- 1850년 캠퍼스를 로체스터로 옮기려던 계획이 논란 끝에 법적 조치로 무산되었다. 이에 반한 일부 운영위원, 교수, 학생들이 로체스터에 가서 로체스터 대학교(Rochester University)를 설립하였다.
- 1890년 세계적인 가정용품 제조·유통업체인 콜게이트-파몰리브(Colgate-Palmolive)의 창업주인 윌리엄 콜게이트의 꾸준한 학교 지원과 그의 아들 제임스 콜게이트의 1,000,000 달러 기부로 닷지 메모리얼 펀드(Dodge Memorial Fund)가 조성되자 이 집안의 공적을 기려 현재의 교명으로 변경하였다.
- 1926년 신학교 부문이 독립하여 로체스터 대학교 신학교 부문을 합병하며 따로 이전해감으로써 특정 종교와 무관하게 되었다.
- 1970년에 남녀 공학이 되었다.
- 2016년 제17대 총장 Brian W. Casey가 취임하였다.

## 캠퍼스

### 위치
뉴욕주의 중앙 해밀턴에 자리잡은 콜게이트 대학교는 뉴욕 시에서 북북서 방향으로 직선 거리 161마일(259Km), 시라큐스(Syracuse)에서 동남쪽으로 35마일(56Km), 유티카(en:Utica, New York)에서 서남쪽으로 25마일(40Km) 거리에 위치하고 있다.

해밀턴은 자연 경관이 아름다운 뉴욕 주의 중앙에 위치하고 있어 미국과 캐나다 접경 지역의 여타 자연 관광 명소에 접근하기 용이하다.

### 기후
기후는 네 계절이 뚜렷하여 각 계절의 특징과 매력을 모두 경험할 수 있다. 특히 가을의 단풍 숲 · 겨울의 캠퍼스 설경 · 녹음진 여름의 호수가가 매력적이다.
방문 최적기는 5월~11월이며, 12~2월 중순까지는 풍부한 강설량으로 겨울의 매력을 느낄 수 있다.

단, 겨울 방학이 끝나고 봄학기가 시작된 후 2월 중순부터 4월 중순까지는 빛 바랜 자연과 찬 바람 그리고 잦은 눈과 비가 이어지는 북동부의 전형적인 늦겨울-초봄 날씨가 불만스러울 수도 있다. 그래서인지 전통적으로 3월 중순 약 십여 일 동안 휴식 기간을 이용하여 따뜻한 지방으로 여행을 떠나는 학생들이 많은데, 1930년대 콜게이트 수영팀의 이 같은 봄 여정은 현재는 미국 대학생들의 광란의 비치 파티로 변질되어 버렸지만 전국적인 Spring Break의 시초가 되었다.

어쨌든 해밀턴에서 겨울을 제대로 즐기는데 있어 성능 좋은 방한 스노우 부츠와 방한 코트는 분명 제 몫을 할 것이다.

### 교통
해밀턴에서 가장 가까운 공항은 시라큐스 행콕 국제공항이며, 공항에서 해밀턴까지는 자동차로 1시간 정도 소요된다. 시라큐스 행콕 국제공항은 미국 동부 거점 도시들과 중북부지역의 디트로이트 시카고, 남부 아틀란타 그리고 캐나다 토론토를 직항 운항하는 항공사들이 취항하고 있다. 해밀턴에도 소형 공항이 있는데 지역 자가용 비행기 소유자나 지역적 목적에 따라 운행하는 소형 비행기들이 이용한다.

철도역으로는 미국 국영 철도 운송회사 Amtrak의 Utica 역과 Syracuse 역이 가장 가까우며 차량으로 각각 40분과 1시간 정도 소요된다. 이들 역에는 북미 대륙의 핵심 지역 중 하나인 미국의 뉴욕 - 캐나다의 터론토, 뉴욕 - 나이아가라 폭포를 연결하는 Maple Leaf Line과 Empire Service Line이 정차하며, 뉴욕(또는 보스턴) - Chicago를 연결하는 Lake Shore Limited Line도 정차한다.

버스는 캠퍼스와 뉴욕 시를 비롯한 뉴욕의 32개 지역을 연결하는 Shortline/Coach USA가 있으며 보통 하루 2~3차례 운행한다. 이외에도 그레이 하운드가 하루 2차례 뉴욕 맨하턴에서 콜게이트 대학을 연결하고 있는데 이 경우는 중간에 환승이 필요하다.

뉴욕시를 통해 해밀턴으로 접근하고자 할 경우, 

(1)비행기: JFK 공항에서 비행기로 시라큐스에 도착 후, 차량(버스 or 픽업 요청, 렌트카, Taxi)을 이용하여 해밀턴의 콜게이트 대학 캠퍼스 도착

(2)버스: 뉴욕 맨하탄 42St.(가로길)와 8 Ave.(세로길)의 교차점에 있는 Port Authority Bus Terminal 또는 그 앞 41St.의 그레이하운드 고속 터미널에서 해밀턴(Colgate University)행 고속버스를 타거나,

(3)기차: 뉴욕 맨하탄의 Penn Station(펜실베니아 역)에서 Amtrak의 Maple Leaf Line을 타고 Utica 역에 내린 후, 차량(버스 or 픽업 요청, 렌트카, Taxi)을 이용하여 해밀턴의 콜게이트 대학 캠퍼스에 도착하는 것이 일반적인 방법이다.

순수 이동 소요 시간은 (1) 2 시간, (2) 5시간 10분,(3) 5시간40분 정도 소요된다(환승 소요 시간 제외). 

위 어느 경우든 콜게이트 대학 Student Travel Agency (Phone: 315-228-6847 E-mail: travelagency@colgate.edu)를 통해 자세한 정보를 얻을 수 있다.

참고로 미국 대륙의 특성상 모든 도시와 지역을 직통 대중교통으로 촘촘히 연결할 수는 없다. 오로지 대중 교통만을 이용하여 타 지역으로 이동하거나 여행하려면, 뉴욕 같은 큰 도시 내에서의 이동 또는 거점 도시들 간의 단순 이동을 제외하고는, 반드시 사전 체크가 필요하다. 교통편의 운행 시각이나 연계 노선을 사전에 확인하여 스케줄을 조정하면 불필요하게 시간을 허비하는 일을 줄일 수 있기 때문이다. (기본적으로 미국은 자동차가 없으면 대도시를 제외하고는 자신의 거주 지역에서 조차 일상 생활이 불편한 곳임을 이해할 필요가 있다).

### 지역 분위기
해밀턴은 백인들로 이루어진 전원 지역의 작은 읍 정도의 타운으로써 자연 환경이 깨끗하고 조용하다. 미국에서 친절한 마을 2위로 선정될만큼 사람들의 인심은 좋고 태도는 부드럽고 유쾌하다.

대학과 마을은 서로 인접하고 있지만 도로들이 자연스럽게 경계를 나누고 있다. 해밀턴에도 의료기관, 교육기관, 문화시설, 행정 관서 등 공공 시설에 더해 다양한 상업 시설들이 존재하지만 동종의 시설들이 여러개 있거나 서로 경쟁하는 경우는 보기 힘들다. 한 마디로 필요한 것이 필요한 만큼만 있다는 것이 적합한 표현일 것이다. 대부분의 공공 시설과 상업 시설들은 크기가 아담하지만 미관과 기능 면에서 잘 관리되고 있다.

대학은 해밀턴과 주변 지역의 지속적인 발전을 위해 지역적 특화 사업 개발과 환경 보존 활동을 지원하고 있으며, 학생들과 마을 사람들은 서로 다양한 이벤트에 서로 참여하며 자원봉사 활동 등을 통해 지역 공동체 의식을 증진하고 있다.

대도시에서 느낄 수 있는 크고 화려한 인공미는 해밀턴에서는 찾기 힘들고, Pup 과 클럽은 있지만 자극적인 흥미거리들이 다양하게 상존하지 않는다. 이런 이유로 평온한 자연환경 속에서 내실 있는 대학 생활을 선호하는 학생들에게 어울리는 대학이라고 생각할 수 있으나, 200여개 교내 클럽들이 각종 사교 모임 · 연주회 · 전시회 · 야외활동 · 학술발표회를 개최하고 스포츠 경기 · 방문 콘서트 · 초청 강연 등 다양한 행사들이 쉼 없이 이어지기 때문에 늘 생동감 넘치는 대학 생활을 영휘할 수 있다. Business Inside 지는 콜게이트 대학을 펜실베니아 대학(유펜), MIT, 밴더빌트 대학, 다트머스 대학과 더불어 잘 놀고 공부 잘 하는 미국 대학 Top 5로 평가했다.

### 캠퍼스 환경
프린스턴 리뷰(en:The Princeton Review)지에 의해 가장 아름다운 캠퍼스로 누차 선정된 바 있는 콜게이트 대학은 230만m2의 교정에 450만m2의 자연 녹지를 더해 전체 면적이 680만m2(약 2백2십만평)에 달한다.
캠퍼스의 지형적 특징으로는 평지와 언덕지역 그리고 산림 지대가 균형있게 조화를 이루고 있다는 것이다. 90여동의 크고 작은 학교 건물들은 자연 지형을 그대로 유지하며 구축되어 있기에 질서정연함 보다는 자연적인 편안함과 친숙함을 느낄 수 있다.
캠퍼스 핵심 지역인 Academic Quad의 건물들은 대부분 고풍스런 석조 건축물이다. 이들의 규모와 외관은 부담스럽지 않을 만큼 적당한 크기와 간결한 형식을 취하고 있으며 특정 건물을 제외하면 건물의 내부는 현대적 감각과 설비로 renovation 되어 있다.
근래 지어진 일부 기숙사 건물 증 Curtis Hall과 Drake Hall은 채광을 위해 유리 면적을 확대하고 외벽의 색채를 변화시키는 등 현대적 외관을 대폭 가미하였으나 이는 기존의 전통적인 건물들과 조화를 이루지 못한다는 지적이 있다. 이로 인해 최근에 신축 중인 건물들은 기술면에서는 현대적 요소를 도입하지만 외관면에서는 캠퍼스의 전통미와 시각적 일관성을 유지할 수 있는 복고적 디자인으로 회귀함으로써 캠퍼스의 심미적 요소를 더욱 강화하고 있다.
대학은 생태계 보호와 친환경 캠퍼스 구축을 위해 탄소 배출 총합 제로 정책과 지속 가능 성장 캠페인을 꾸준히 실천해 오고 있으며, 미국 최고의 환경 친화적 캠퍼스 24개 중 하나로 평가 받고 있다.
녹색 자전거 프로그램 운용과 캠퍼스 각 지점을 순회하는 셔틀 버스를 통해 학생과 방문객들의 이동 편의를 도우면서 캠퍼스 내 차량 운행을 줄이기 위해 노력하고 있으며, 차량 공유 서비스 ZIPCAR도 상시 이용 가능하다.

#### 더 힐(The Hill)
완경사의 언덕 지역은 평야 지대를 조망할 수 있으며, 60 여개의 건물들이 들어서 있는 캠퍼스 중심지역이다.
이 지역에는 대학 본부 겸 행정동(James Colgate Hall) · 다수의 강의동 · 도서관(Case Library & Geyer Center for Info.Thchnology) · 레스토랑(Frank Dining Hall) · Pub · 예배당(Colgate Memirial Chapel) · 레지던셜 홀 · 학생 지원센터(O'Connor Campus Center) · 과학연구동(Ho Science Center) · 천문대 · 아트센터(Dana Art Center) · 박물관 등이 배치되어 있다.
1827년에 지어진 웨스트홀을 비롯하여 대다수의 건물들은 석조 건축 양식으로 지어졌으며, 1884년 세워진 Hascall Hall은 1973년에 국가 사적지로 등록되었다. 최근에 새로 지어진 최신시설의 도서관이나 과학관도 외관은 이러한 석축 양식을 따르고 있다.
특히 학생들의 동선을 고려하여 강의동, 도서관, 식당, 레지던셜 홀들이 Academic Quad를 감싸며 집중 배치되어 있어 이동에 따른 수고를 덜 수 있다. 이들 중 몇 개의 건물은 날씨에 영향을 받지 않고 이동할 수 있도록 지하 터널로 연결되어 있기도 하다.학생들은 이 지하터널을 전시 공간으로 활용하기도 한다.

#### 평지
평지는 브로드 스트리트(Broad Street)를 기준으로 서쪽과 동쪽으로 나눌 수 있다.
서쪽은 미식축구 스타디움(Andy Kurr Stadium) · 축구 경기장(Beyer Small 76 Field) · 필드 하키 경기장(Tyler's Field) · 라크로스 경기장 · 소프트볼 경기장(Eaton Street Field) · 실내외 테니스 코트 · 보조 경기장들과 아이스하키 링크(Class of '65 Arena)를 비롯한 스포츠 센터 건물들이 모여 있는 스포츠 컴플렉스 단지로 이루져 있다. 또한 학생건강센터와 지역병원(Community Memorial Hospital) 그리고 교직원들과 3~4학년생을 위한 저층의 아파트먼트들과 타운 하우스 형태의 테마형 기숙사들도 함께 자리하고 있다.
동쪽 평지는 "더 힐" 지역 아래부터 시작되어 Broad Street까지 펼쳐진 구역이며 넓은 잔디밭들 사이에 테일러 호수(Taylor Lake)가 자리 잡고 있다. 학교 인도 진입로라 할 수 있는 윌로우 패스(Willow Path)는 테일러 호수를 옆에 끼고 해 묵은 가로수를 거느리며 Broad street에서부터 더 힐 지역 인근까지 이어지면서 낭만적인 풍광을 연출한다.
숲에서부터 내려온 맑은 수로는 골프장을 거쳐 윌로우 패스(Willow Path)를 가로 지르며 호수로 연이어져 있다. 테일러 호수의 북쪽에는 럭비구장이, 남쪽에는 휘트니스 센터(Trudy Fitness Center)와 수영장(Lineberry Natatorium) ·다목적 체육관(Huntington Gymnasium) 그리고 야외활동 교육 센터(Base Camp)가 들어서 있다.

#### 숲과 크로스 컨트리 트레일 지역
주요 건물들이 위치한 언덕 지역 뒷 편에는 크로스 컨트리 트레일(Cross Country Trail)이 있는 울창한 단풍나무 숲 지대가 자리 잡고 있다. 눈이 많이 내린 날에는 일부 학생이 이곳에서부터 테일러 호수 인근 도서관까지 경사진 굽은 길을 슬로프처럼 사용하여 스키나 스노우보드를 즐기는 진풍경이 펼쳐지기도 한다.

#### 세븐 오크 골프 코스
캠퍼스 북측에는 골프 전문지들로부터 미국 최고의 퍼블릭 골프 코스이자 최고의 대학 골프 코스 중 하나로 평판이 높은 콜게이트 대학교 세븐 오크 골프 코스(Seven Oaks Golf Course)가 자리 잡고 있다.

#### Moraine 호수와 수상 스포츠
캠퍼스에서 4.8Km 거리에 있는 Moraine 호수에 콜게이트 대학교의 Glendening Boathouse가 있어 주로 여름철에 rowing, 카약, 요트 등 수상 스포츠를 할 수 있다. Moraine 호수 근처 Saddleback Farm에는 콜게이트 승마 클럽이 있으며 선수들은 물론 일반 학생들도 원하면 승마교육을 받을 수 있다.

#### 북 스토어 & 게스트 하우스
해밀턴 타운 중심에 콜게이트 북 스토어가 있어 대학 생활에 필요한 대부분의 물품들을 구매할 수 있다.
해밀턴 타운에는 소형 호텔과 고급 펜션식 숙박 시설들이 있으며, 학교 방문객들은 학교의 유럽식 호텔 및 게스트 하우스를 이용할 수도 있다. (사전 예약 문의 필수).

## 교육

### 코어 커리큘럼(Core Curriculum)
리버럴 아츠 칼리지로서 콜게이트 대학교의 중요하며 특징적인 교육 과정은 코어 커리큘럼(Core Curriculum)이라 불리는 공통필수과정이다. 1928년부터 시작된 콜게이트 대학의 전통 깊은 코어 커리큘럼은 리버럴 아츠 교과 과정으로써 국가적으로 명망이 높다. 이 프로그램은 리버럴 아츠 교육을 통해 학생들이 세계시민으로서 필요한 공감 · 지적 토론 그리고 비판적 사고 능력을 지니게 만든다. 학생들은 재학기간 4학년 중 2학년까지 고대 사회의 유산 · 현대의 도전 · 소속 사회와 정체성 · 세계에 대한 과학적 관점 · 국제 관계 5개 영역에서 강의를 이수한다. 광범위한 학문을 배우기 위해 학생들은 학문적으로 3가지 영역을 넘나들며 생각과 표현 · 사회적 유대 · 자연과학과 수학 등 6개 코스를 섭렵한다. 

### 전공 (Majors)
공통으로 이수하는 코어 커리큘럼을 기반으로 콜게이트 대학교는 55개의 전공이 개설되어 있다.
- 자연과학 분야에서는 생물학 · 심리학 · 화학 전공이 선호도가 높으며;
- 인문 분야에서는 영문학 · 예술학 · 미술사학 전공이;
- 사회과학 분야에서는 역사학 · 경제학 · 정치학 · 국제관계학 · 사회학 · 인류학이 전통적으로 선호도가 높았다. 특히 역사학 분야는 미국 내 최고 수준의 대학 중 하나로 평가 받고 있다.
- 의학, 금융, 정보통신 분야의 융합학문 중요성이 대두되면서 신경과학(Neuroscience) · 심리학(Psychology) · 물리학/천문학(Physics/Astronomy) · 컴퓨터과학(Computer Science), 응용수학 (Applied Mathematic)도 콜게이트 대학교에서 새롭게 떠오르는 인기 전공 분야다.
- 공학(Engineering)을 전공하려는 학생들을 위한 3-2 프로그램도 제공된다. 콜게이트 대학교에서 3년간 리버럴 아츠 교육(인문학+사회과학+자연과학)을 받고, 2년은 컬럼비아 대학교(Columbia University) · 워싱턴 대학교 세인트루이스(Washington University St. Louis) · 렌셀러 폴리테크닉 대학교(Rensselaer Polytechnic Institute)에서 소정의 엔지니어링 과목들을 이수함으로써 융합적 지식을 쌓은 후, 두 학교로부터 Arts & Science 그리고 Engineering 분야의 복수 학위를 수여 받는다. 이 과정 후 1년 미만의 추가 학업을 통해 엔지니어링 석사 학위를 취득하기도 한다.

### Pre-pofessional Planning
콜게이트 대학은 리버럴 아츠 칼리지의 장점을 살려 의학/보건/약학전문대학원 · 법학전문대학원 (Law School) · 방송통신언론대학원 (Communication School) · 경영대학원 (Business School)· 공과대학원 (Engineering School) 등 전문대학원 진학을 준비하는 학생들에게 입학 초기부터 체계적이며 효과적인 Pre-professional Planing과 커리어 관리 프로그램을 제공하고 있다. 이러한 프로그램들은 비단 교내에서 뿐만이 아니라 Off Campus Study Program과 연계되어 제공되기도 한다. 

미국 대학 중 유일하게 국립보건원과 협력하여 의학전문대학원(Medical School)진학이나 보건/의료 관련 분야 진출을 원하는 학생들을 위해 국립보건원 (미국)en:National Institutes of Health에서 한 학기에 걸친 연수프로그램을 제공하고 있으며, 조지워싱턴 대학교 의과대학원, 로체스터 대학교 의과대학원, 뉴욕의과대학 등과 협력하여 early assurance programs(의학전문대학원 조기 입학 보장)도 운영하고 있다.

또한 법학전문대학원 지원자도 94%가 Top class의 Law School들에 합격할만큼 학생과 교수 그리고 교육의 질이 우수하다.

참고로 콜게이트 대학은 리버럴 아츠 칼리지로서 학부 중심 대학이지만 소규모의 대학원 과정 운영을 통해 교육학 석사 학위도 수여하고 있다.

### Off-Campus Study
코어 커리큘럼과 더불어 콜게이트 대학교는 오프 캠퍼스 스터디(Off-Campus Study)프로그램을 통해 학생의 72% 이상이 재학 중 해외 유학 경험을 쌓을 수 있도록 하고 있다.
- 콜게이트 스터디 그룹(Colgate Study Group): 교수의 지도 하에 학생들이 소규모 그룹(15명 내외)을 구성하여 한 학기 동안 외국에서 학습하는 프로그램으로써 22개의 프로그램이 영국 · 독일 · 프랑스 · 스페인 · 스위스 · 스웨덴, 이태리 등 유럽 지역과 중국 · 인도 · 일본 · 한국 등 아시아 지역 그리고 호주와 남미 · 아프리카 등 전 대륙에 걸쳐 진행된다. 한국 스타디 그룹의 경우 격년제로 가을 학기에 연세대가 호스트가 되어 서울에서 진행된다.
- 확장학습(Extended Study)프로그램: 25개의 프로그램을 통해 학기가 끝나고 난 후 해당 과목을 3~5주 동안 현지에서 공부하며, 이 프로그램 역시 교수가 인솔한다.
- 해외교환학생 프로그램(Exchange Student Opportunities): 아시아 지역 대학교와 3 개의 해외 교환학생 프로그램을 운영하고 있다. 자연과학 분야에서는 싱가포르 국립대(NUS)와 교환학생 프로그램을 진행하고 있다. 중국 대학들의 국제화를 선도하며 아름다운 캠퍼스로로 유명한 샤먼 대학(Xiamen University)과도 협력하고 있다. 또한 2016년 10월 연세대는 세계 우수 대학과의 협력 방안의 일환으로 콜게이트 대학과 교환학생 프로그램이 성사되었음을 공식 발표하였다.

(참고로, 콜게이트에 인바운드 되는 교환 학생은 방문 학기가 한 학기 뿐이라면 가을 학기에 방문하는 것이 계절적으로 더 좋을 것이다. 봄 학기에 비해 가을 학기에는 여름철의 녹음과 활력, 가을의 화려한 단풍과 다양한 이벤트들, 그리고 설국으로 변하는 겨울 시즌을 거치는 동안 뉴욕 업스테이츠의 낭만적인 자연 정취의 매력을 만끽하며 흥미롭게 보낼 수 있기 때문이다).
- 이 밖에도 타 대학이나 기관들과 연계된 승인 프로그램(Approved Programs) 100 여개를 통해 학생들에게 전 세계적으로 해외 유학과 현지 경험을 쌓도록 하고 있다.
- 정치와 외교, 국제문제에 관심있는 학생들을 위한 대표적인 프로그램은 Washington D.C의 정부 기관, 의회, 씽크 탱크에서 미국정치시스템을 배우며 인턴쉽 경험을 쌓을 수 있는 워싱턴 스터디 그룹(Washington D.C Study Group)프로그램이 있다. 이 프로그램은 1935에 시작되어 현재 82년의 역사를 지닌 가장 오래된 off campus study program 중 하나이다. 해외 프로그램으로는 Geneva Study Group Program 있다. 이 프로그램은 유럽 9개국 순방을 통한 유럽 역사와 문화 체험 · Graduate Institute Geneva(Graduate Institute of International and Development Studies)에서 전공 수업 이수와 연구과제 수행 · 프랑스어 능력 강화 강좌 · 국제연합(UN) · 국제적 NGO · NATO 본부 ·유럽연합(EU) 산하 기구 탐방 그리고 국제기구 인턴쉽 수행으로 구성되어 있다. 전공 심화와 경력 개발에 최적화된 제네바 프로그램은 가장 셀렉티브한 프로그램이기도 하다. 참고로, 이 프로그램을 거치고 나면 콜게이트 대학 졸업 후 Graduate Institute에서 1년간의 추가 학습을 통해 2년 과정인 석사 과정을 조기에 마칠 수도 있다.

### 하기 연구 프로그램(Summer Undergraduate Research Program)
여름 방학 3~4개월 간 관심 분야에서 연구 실적과 경험을 쌓는 프로그램으로서 크게 두 가지 종류가 있다. 하나는 교수 주도의 연구 프로젝트에 협업적 또는 보조적으로 참여하는 것인데 프로젝트 기간 중 연구 보조비를 지급 받고 연구원 인턴쉽 경험을 쌓으며 때론 공동 연구자로 논문이나 학술지에 등재되기도 한다. 다른 하나는 학생이 주도적으로 프로젝트를 제안함으로써 교수의 지도 하에 연구비와 시설을 지원 받아 독자적인 연구를 수행하는 프로그램들이다. 학교는 학생들이 연구에 매진할 수 있도록 연구비 지원은 물론 연구로 인한 방학 중 취업 기회 손실 보상을 위해 연구과제 선정 학생 당 6,500 달러를 지원하고 있다. 매년 이들 프로그램에 200 여명의 학생들이 참여하고 있다. 주로 1,400여명의 2~3학년 학생 대상이라는 점과 이 기간 중 Off campus study와 Extend study Program 에 참여하는 학생들도 있다는 점을 감안하면 하기 연구 프로그램의 풍부한 기회와 참여도를 짐작할 수 있다.

### 세계적 지도자의 강연(Global Leaders Lecture)
21세기를 이끌어가며 시대의 뉴스 메이커가 되는 인물들을 학교로 초대하여 강연을 듣고 학생들과 토론 시간을 갖는 프로그램이다. 2007년부터 현재까지 조 바이든 미국 46대 대통령 · 빌 클린턴 전 미국 대통령 · 힐러리 클린턴 전 민주당 대통령 후보 · 시몬 페레스 전 이스라엘 수상 · 토니 블레어 전 영국 총리 · 펠리페 칼데론 전 멕시코 대통령 · 달라이 라마 티벳 지도자 · 콜린 파월 전 미국무장관 등 정치 지도자와 리처드 브랜슨 버진 그룹 회장 · 가리 카스파로프 세계 체스 챔피언 · 아레사 프랭클린 가수 겸 음악인 · 괴짜 경제학 공동저자 스티븐 레빗과 스티븐 더브너 등이 초대되었다. 학생들은 정치 · 경제 · 사회 · 문화 전반에 걸쳐 거장들이 쌓은 경험과 생각을 전해 듣고 이를 통해 도전 정신과 시대적 문제 의식 그리고 세상에 대한 헌신 등 자신의 진로를 고민하고 사고 영역을 확장하는 기회를 얻는다.

### 학교 행사와 Outdoor Activities
학교는 정규 수업 이외에도 다양한 주제의 세미나와 최신 정보 제공 세션을 통해 학생들에게 학문적 호기심을 자극하고 대학 생활의 흥미와 활력을 제공한다. 학생들은 지적 활동에 더해 건강한 신체와 도전 정신을 함양하는 야외활동 과목을 의무적으로 이수해야 하며, 학교는 베이스캠프를 통해 휴가와 방학 또는 클럽 활동 과정에서 학생들을 지도하고 지원한다. 대학 캘린더를 주기적을 체크하는 학생이라면 끊임없이 제공되는 학교의 공식 이벤트만으로도 어떤 행사에 참가해야할지 선택의 고민에 빠질지도 모른다.

## 도서관
Case Library and Geyer Center for Information Technology로 명명된 도서관은 콜게이트 대학교가 21세기 리버럴 아츠 교육의 새로운 모델을 정립하기 위해 필요한 지식과 기술을 획득함에 있어 핵심적인 시설로써 연면적 30,000m2의 5층 건물로 150만권의 장서를 보유하고 있다. 이 도서관은 2007년도에 700억원의 재정을 투입하여 기존의 낡은 도서관 건물과 시설들을 전면적으로 개축함으로써 전통과 현대적 감각이 결합된 건축미와 최신 편의 시설을 지닌 미래 지향형 도서관으로 새롭게 태어났다.

이 도서관은 단순히 서적이나 디지탈 자료의 보관소가 아니라 디지털 시대의 학습 허브이며 구성원 상호간의 사회적 접점을 이루는 교류의 장이기도 하다. 이 도서관은 자동화된 검색과 저장 시스템을 이용하여 자료의 출납과 저장 공간을 효율적으로 운영하며, 컴퓨터로 제어되는 로보트 집게 장치는 높이 약 10m에 길이 50m에 이르는 단위 저장고에 있는 각 500,000권의 자료에 신속 정확하게 접근하여 무인 수납과 출납을 돕는다.
- 1층에는 정부 기록 문서 보관소, 오디오 & 시각 스튜디어, 보존 연구실 등이 있다.
- 2층은 희귀본 열람실, 기록 보관실, 교수 열람실, 의회 수집본실 그리고 멀티미디어 자료실이 자리하고 있다.
- 3층은 쿨리 과학 도서관으로써 도서관 행정실, IT 시스템 장비실, 3D 프린팅실, 시청각 학습실, 정보기술제공실, 도서자료 대출 창구, 수업연구실, 대학 자료실, 열람실이 있다.
- 4층은 열람실, 세미나실, 수집본 자료 제공실, 정보기술 제공실이 있다.
- 5층은 24시간 열린 카페와 디지털 학습 및 미디어 센터, 학습연구실, 화상 회의실, 열람실, 미팅실이 있다.

미국 대학 도서관 상위 2위에 선정된 이 도서관은 콜게이트 대학교의 또 다른 상징이다.

## 기숙사

### 일반
콜게이트 대학교는 모든 학생에게 기숙사를 제공하고 있으며, 수용 능력은 100%를 많이 상회할 만큼 여유가 있다. 기숙사 형태는 주로 Residential Hall Type, Town House Type, 저층 Apartment Type으로 구분된다.
1학년 학생들은 입학 전 사전 조사를 통해 생활 습관, 개성, 희망 사항 등을 고려하여 Residential Hall과 Suite Roommate를 배정 받는다. 2학년부터는 대부분 친한 친구와 자신이 선호하는 Residential Hall에서 생활할 수 있다.
1학년생과 2학년생은 강의동과 도서관 그리고 레스토랑에서 가까운 The Hill 지역에 있는 10여개의 Residential Hall에서 생활한다. 3학년생과 4학년생들은 평지(Down the hill)의 브로드 스트리트(Broad Street) 서쪽 길가에 있는 타운하우스(Town House)형태의 테마형 기숙사에서 취미와 관심사 등이 비슷한 친구들과 어울려 보다 독립적인 생활을 한다.

### Residential Commons
콜게이트 대학교 기숙사는 학업-생활 공동체(Residential Community)를 지향하고 있다. 이를 위해 신입생과 2학년생들은 Residential common(Hall)에서 지도교수 · 지원스텝들과 함께 생활하는 것을 원칙으로 한다. 이를 통해 학생들은 콜게이트 대학 공동체 유대 관계를 강화하고, 세미나와 토론 등 다양한 과외 학업 활동을 진행하며, 대학생활과 경력계발 그리고 진로 모색에 있어 밀착 상담과 지원을 받을 수 있다.
Residential Common에서의 생활도 일반 기숙사와 같이 사생활의 자유가 완벽히 보장되며 안전과 위생 그리고 설비 관리 상의 문제를 야기하지 않는 한 그 어떤 간섭도 받지 않는다.
공간적 측면에서 볼 때 Residential Commons은 복수의 Suite Room으로 구성된 건물이라 할 수 있다. 하나의 Suite Room은 각 층별로 3~4개의 1인실과 1~2개의 2인실에 더해 학습실 · 휴게실 · 세미나실 · 키친 · 세탁실 · 운동실 등이 공동 편의시설로 구성되는 것이 기본이다. 이는 건물의 각 층 평면적과 수용 인원에 따라 차이가 있지만 각층의 Suite room 들을 집적한 단독 건물 또는 복수의 건물을 하나의 Residential Commons으로 칭한다.
콜게이트 대학을 방문하는 학생의 경우, 타운 하우스 또는 펜션형 기숙사에서 소수 친구들과 어울려 생활하기 보다는 다양한 부류의 학생들과 보다 자주 어울릴 수 있으며 도서관과 식당 그리고 강의실이 가까운 더 힐 지역의 레지던셜 홀에서 머무는 것이 결과적으로 학교 생활에 더 편리하고 방문 목적에 부합된다고 한다.

### 식사
교직원들과 학생 대부분은 4곳의 교내 레스토랑, 카페테리아, PUP에서 식사를 한다. 가장 큰 레스토랑인 Frank Dining Hall 에서는 전 세계 다양한 음식을 맛볼 수 있는 뷔페식 식단이 제공된다. 또한 O'connor 학생 센터 내 레스토랑에서는 추가 비용을 내면 특별 메뉴를 신청하여 즐길 수도 있다. 도서관의 카페테리아도 간단히 요기할 메뉴를 제공한다. 학생들도 만 21세 이상이면 교내 PUP에서 음주가 가능하다.
학교 레스토랑과 도서관의 카페는 학생들의 다양한 생활 패턴과 학업 시간대를 고려하여 하루 24시간 식사와 요기 거리를 제공한다. 상식적이긴 하나 매끼 새롭게 음식을 준비하는 만큼 끼니별 시작 타임에 식사하는 것이 유리하다.
1~2학년생들은 교내 레스토랑에서 모든 끼니를 해결하는 Premium meal plan을 선택하는 것이 일반적이며, 3~4학년 학생들은 일정 끼니만 교내 레스토랑에서 해결하고 나머지 끼니는 숙소에서 직접 요리해 먹는 Meal plan을 선택하는 경우가 많다.

## 스포츠
콜게이트 대학교는 전교생의 25% 이상이 학교 스포츠 대표팀 '콜게이트 레이더스'(en:Colgate Raiders)의 선수로 활약 중이며, 25개 종목이 전미 대학 체육 협회 디비전 I (en:NCAA Division I)에 소속된 페트리어트 리그(en:Patriot League)에서 경쟁하고 있다. 한 때 콜게이트 대학교 풋볼(Foot Ball)팀은 난공불락의 팀으로 초대 받지 못한 팀이란 수식어가 붙기도 했다. 콜게이트 대학은 1945년 아이비리그 결성 협정 초안 단계에 참여했지만 브라운 대학이 가입하며 최종 단계에서 무산되었다. 

콜게이트 대학교에는 40개의 클럽 스포츠 팀이 있으며 별도로 10개의 교내 리그(Intramural)스포츠팀이 있다. 80%의 학생들이 이들 클럽에 소속되어 스포츠를 즐긴다.
 대부분의 종목에서 코넬 대학교(Cornell University) Big Red와 라이벌을 이루며, 특히 아이스하키 경기는 치열하다.
 콜게이트 대학의 학업 평점과 학사관리는 매우 엄격한 것으로 정평이 나 있음에도 불구하고 NCAA Division I에 소속된 콜게이트 대학교의 학교 스포츠 팀 대표 선수들의 졸업율은 98%로 미국 대학 최고를 기록할만큼 콜게이트 대학교는 학업과 스포츠 양면에서 모두 균형 잡힌 인재를 양성하는데 힘쓰고 있다.

## 입학과 재정 지원
콜게이트 대학은 신입생 선발 시 학교와 학생의 색깔을 맞추는 것에 민감한 학교였으며, 미국내 리버럴 아츠 칼리지 중에서도 입학 허가를 받기가 매우 까다로운 학교 중 하나다. 전통적으로 미국 북동부의 부유층 집안 자제들이 상류층 교육을 받기 위해 선호해왔던 학교로 알려져 있으며 입학이 허가된 학생들에 대해서는 학문적/재정적 지원이 상당히 풍부한 학교다.

2019년 입학생(Class of 2022) 기준으로 미국의 50개주와 워싱턴 D.C 그리고 세계 133 개국 학생들이 지원했다.

전체 지원자의 25.8%가 국제학생이며 국제학생의 합격율은 7.3% 로 입학 경쟁이 갈수록 치열하다.

### 공인점수 및 학업 성적
- SAT 점수: 중간 수준(25%~ 75%) 학생의 SAT 점수 분포대: 1400~1510 / 1600만점 기준
- ACT 점수: 중간 수준(25%~ 75%) 학생의 ACT 점수 분포대: 31~34
- GPA 평균(UW): 3.82/4.0
- 입학생의 85%가 고교석차 상위 10% 이내
- 입학 사정 요소 중 GPA· SAT 공인점수· 석차 등 학업 요소는 매우 중요하며, 추천서와 짧은 추가 에세이 그리고 사회 봉사나 공동체 참여 경험도 중요하다.
- 입학생들이 교차 복수 지원한 대학들 : Yale University, Chicago University, Dartmouth College, Brown University, Cornell University, U-Penn, Washington in St.Louis, Amhest College, Williams Colege, Vanderbilt University, Claremont McKenna College 등.

### 학비
- 2019년 입학 예정자 기준 학비: 연간 72,275 달러

(순수학비: 55,530 달러, 기숙사비: 6,755 달러, 식비: 7,240 달러 + 교재비 교통비 등)이다.
- 국제 학생의 경우 보험료와 왕복 1회 항공료를 추가 고려하면 연간 75,000 달러를 상회할 것으로 예상된다.

### 재정 지원과 장학제도
- 재정 지원 수급 학생 비율: 42%
- 재정 지원 요청액 충족율: 100%
- 재정지원 요청자 1인당 연간 재정 지원액: 52,075 달러
- 2016-17년도 기준 4년제 미국 대학 중 학생 재정 지원이 가장 좋은 TOP 5에 프린스턴 대학교에 이어 4위에 랭크 되었다.[13].
- 학생에 대한 재정 지원 여부와 연간 금액은 입학 사정 시 결정되며, 이는 특별한 사유가 없는 한 졸업 때까지 유지된다. 또한 입학 시 한번 결정된 학생 부담금은 이후 학비 인상이 될 경우에도 대체적으로 변함 없도록 재정지원금이 조정된다.(자세한 내용은 학교 홈페이지 참조)
- 콜게이트 대학교는 입학생 선발 과정에서 Alumni Memorial Scholars, Benton Scholars, OUS, Lampert Institute 등 장학 프로그램의 인원들을 선정하여 학비 지원과는 별도로 전공 선택, 프로젝트 연구비 지원, 전용 건물 배정, 해외 여행 지원 등 각 분야에서 창의성과 재능을 발휘 할 수 있도록 돕고 있다. 이에 대한 별도의 지원 절차는 없으며 입학 사정 과정에서 선정한다.
- 우수한 국제학생들에게 재정 지원이 매우 관대한 미국 대학이다.
- No Loan Initiative: 2019년부터 연간 $125,000미만 소득 가정의 자녀들에게는 학비 조달을 위해 융자를 받지 않고도 학업할 수 있도록 재정 지원 제도를 운영하고 있다.

## 졸업과 사회활동
콜게이트 대학은 동문 네트워크가 미국에서 가장 강한 대학이다.

선후배간 연중 다양한 만남의 기회를 통해 네트워크를 강화하고, 진로 상담, 경력 계발, 사회 진출을 지원한다.
- 동문들은 활동 분야별로: 1.법조인 2.공익 및 비영리 기관 종사자 3.디지탈 미디어 & 엔지니어 그룹 4.기업가 5.금융인 6.의료보건인 7.방송통신계 종사자 8.부동산사업가 9.융합 과학자 모임으로 전문 네트워크를 결성하여 유대를 다지며 사회적으로 교류 협력하고 있다.

조사기관과 연도에 따라 차이가 있으나, 2015년 CNN Money가 PAY SCALE en:PayScale의 자료를 토대로 조사한 미국 4년제 대학 졸업생들의 고액 연봉 순위에서 하비 머드 칼리지, 미 해군사관학교, MIT에 이어 4위를 차지하고 있다.. 또한 포브스지에 의하면 부자가 되는 미국 내 Top 5 대학 중 비Ivy 대학으로는 유일하게 포함된 것으로 조사 발표되었다.
- 졸업생들의 진출 분야는 1.금융/재정 2.통신/방송/언론 3.사업경영 4.교육 5.컨설팅 6.기술과 컴퓨팅 7.보건과 의료 8.사회활동가 9.예술과 디자인 10. 판매와 영업 순이다.
- 동문 재직 주요 기업은 1.모건 스탠리 2.구글 3.골드만 삭스 4.IBM 순으로 뉴욕 금융가와 세계적 IT 기업에 다수가 포진하고 있다.

## 기타
콜게이트 대학은 그간 백인 위주의 학교라는 인식에서 벗어나 문호 개방을 통해 학교 구성원들과 입학생들의 국적과 인종 그리고 종교와 문화적 배경의 다양성을 이루어냈다. 학생들은 학업적으로 뛰어나며 전체의 25%의 학생이 NCAA D1에서 학교 대표 선수로 활약하고 있으며 47% 이상의 학생이 Greek Life를 즐기는 등 Work hard Play hard 한 학교로 평가받고 있다. 남학생 사교 클럽과 여학생 사교 클럽의 멤버들은 리더쉽과 가치활동을 공유해가며 단순 파티 모임아닌 상호 미래의 동지와 지지자로써 연대 소속감을 강화하고 있다.
교육과 주거 전문 조사 매체인 니체(Niche)는 매력적인 남학생과 여학생이 가장 많은 대학교 중 하나로 꼽았으며, 결혼 중매 기관인 데이팅링(The Dating Ring)이 조사한 바에 의하면 대학 졸업생들의 만남에서 데이트 선호도가 가장 높은 학교이기도 하다.

콜게이트 대학교는 미국에서 66번째로 오랜 전통을 지니고 있다.

콜게이트 대학교의 학생 주간 신문 '마룬'은 미국에서 가장 오래된 주간 학생 신문이다.

콜게이트 대학교 박물관에는 7,500만년 전 공룡알이 보관되어 있다.

콜게이트 대학교에서 13은 행운의 숫자다.(학교 설립 시 13인이 모여 13 달러씩 모아 13번의 기도를 하였다고 한다).

콜게이트 대학교의 캠퍼스 인도 진입로인 윌로우 패스에서 첫 키스를 한 커플은 결혼에 성공한다는 이야기가 전해져 온다.

## 주요 동문
en:List of Colgate University people
- 정치외교계
  - 윌리엄 P. 로저스 en:William P. Rogers- 외교관 법조인 국무장관
  - 크리스티 캐니갈로 en:Kristie Canegallo- 미국 오바마 대통령 정부 백악관 부비서실장(차장,여성)
  - 제임스 콜게이트 클리브랜드 en:James Colgate Cleveland - 변호사 정치인 하원의원, 한국전 참전
  - 캐슬린 도허티 (Kathleen Doherty) (1985), 외교관, 주 싸리프러스 미국 대사, 미국 최초의 여성 대사
  - 피터 A 페이서 en:Peter A. Peyser - 정치인 뉴욕주 하원의원
  - 찰스 에번스 휴스(Charles Evans Hughes) - 미 대법원 대법관, 정치인
  - 애덤 클레이턴 파월 2세 - 아프리카계 미국인 목사, 정치인
  - 박정현 Pak Jung - 미 국무부 동아태 부차관보,  브루킹스 연구소 한국 석좌, 전 CIA 동아시아태평양 미션 센터장, Becoming Kim Jong Un 저자, 바이든 행정부 인수위원회 정보 분야 위원

- 금융계
  - 스테판 호웨 주니어(Stephen Howe Jr.) (1983) - 세계 4대 재정 회계 감리 및 컨설팅 전문 회사 EY 회장 en:Ernst & Young
  - 레이먼드 맥나이엘 주니어 en:Raymond W. McDaniel Jr. (1980), 세계 3대 신용 평가 및 투자 분석 기관 무디스의 CEO
  - 그레고리 플레밍(Gregory Fleming) (1985) - 록펠러 캐피탈 메니지먼트(Rockefeller Capital Management)의 대표이사 겸 CEO, 전 메릴린치(Merrill Lynch) 대표이사. 전 모건 스탠리 자산관리 운용사 사장 (Morgan Stanley Wealth Management)
  - 던컨 니더라우어(Duncan L. Niederauer) - 전 뉴욕증권거래소 유로넥스트 사장
  - 빌 윈터스 en:Bill Winters (1983), 스탠다드 차터드 은행 CEO, 투자 은행 제이피모건 체이스 전 공동 대표 (JPMorgan Chase)
  - 피터 코미사 (Peter Comisar (1989), - 투자은행 구겐하임 파트너 부회장 en:Guggenheim Partners
  - 데이비드 휠코우(David Fialkow) (1981) - 벤처 캐피탈 회사 제너럴 카타리스트 공동 창업자 en:General Catalyst Partners
  - 윌리엄 브라이언 리틀 (William Brian Little) (1964),- 개인 자산 운용사 포스만 & 컴퍼니의 설립 파트너(Forstmann Little & Company), 콜게이트 대학 리틀 홀의 명명자
  - 로버트 킨들러 en:Robert A. Kindler (1976), 모건 스탠리 부회장 겸 인수합병 부문 대표
  - 조셉 맥그라스 en:Joseph P. McGrath (1985)- 바클레이 은행 미국 및 자본 시장 부문 대표
  - 개리 쉐들린 (Gary Shedlin) - 세계 최대 자산운용사 블랙록(Black Rock - 2018년10월 현재 운용자산 7,000조 ~ 1경7천조원 추정)의 CFO, 투자 은행 모건 스탠리 전 부회장
  - 노아 윈트롭 (Noah Wintroub) (1998), 투자 은행 JPMorgan Chase의 부회장

- 경영계
  - 윌 캐스카트(Will Cathcart) - Facebook 부사장 (제품관리총괄), 전 Google 제품관리책임자
  - 줄리안 페리어 (Julian Farrior) (1993), 모바일 게임 개발 회사 백플립 스튜디오스의 창업자 겸 CEO en:Backflip Studios
  - 더그러스 머레이 en:Douglas Murray (1994), 차세대 네트워크 시스템 회사 빅 스위치 네트워크의 CEO en:Big Switch Networks
  - 짐 멘지 (Jim Manzi) (1973), 소프트 웨어 개발업체 로터스 사의 전 CEO (Lotus Development Corp.)
  - 조나단 마이클 안셀 en:Jonathan Michael Ansell (1972), 퓨전 컴퍼니 CEO (Fusion Company)
  - 싸이러스 이튼 (Cyrus Eaton) (1941), 다국적 에너지 시스템 회사 이톤 코포레이션 회장 (Eaton Corp.)
  - 로렌스 보시디 en:Lawrence Bossidy (1957), 하니웰의 회장 겸 CEO (Honeywell International), 얼라이드 시그날의 전 CEO ( AlliedSignal Inc.)
  - 벤 코헨 en:Ben Cohen (businessman) - 아이스크림 업체 벤 & 제리 설립자

- 국방계
  - 토마스 모간 en:Thomas R. Morgan (1952), 군인, 미 해병대 4성 장군
  - 마크 디바인 (Mark Divine) - (1985), 미해군 특수부대 네이비 실 대원 출신, 심신수련 회사 SEALFIT 설립자
  - 리처드 우라드 (Richard Woolard) (1965), 미해군 특수부대 네이비 실의 최정예 SEAL Team 6(데브그루)의 지휘관 1987–1990

- 언론계
  - 앤디 루니 en:Andy Rooney - CBS 60분 논평가
  - 밥 우드러프 en:Bob Woodruff - ABC 월드뉴스 취재 진행자
  - 하워드 파인만 en:Howard Fineman - AOL Huffington_Post 국제 논설 임원, 언론인, 베스트셀러 작가
  - 크리스 헤지스 en:Chris Hedges - 언론인, 베스트 셀러 작가
  - 케빈 필립스 en:Kevin Phillips (political commentator) - 평론가, 퓰리처상 수상자, 미국의 신정정치en:American Theocracy저자
  - 모니카 크롤리 en:Monica Crowley - 컬럼리스트, 정치 평론가
  - 스티브 버크 en:Steve Burke (businessman) - NBC 유니버셜 사장
  - 마이클 힐직 en:Michael Hiltzik -퓰리처상 심층보도부분 수상자, 리포터

- 예술계
  - 프란체스카 잼벨로 - 연극 연출가, 오페라 연출가
  - 마틴 레소프 en:Martin Ransohoff - 영화 제작자, TV 프로듀서
  - 테드 그리핀 en:Ted Griffin - 오션스 일레븐 영화 감독
  - 로버트 도허티 - 창작가, 미드 엘리멘트리 극본 및 제작자
  - 찰스 아담스 en:Charles_Addams - 미국 만화가, 아담스 패밀리

- 스포츠계
  - 체이스 카리 en:Chase Carey - F1 그랑프리 회장, 전 뉴스코프 COO, 전 21 세기 폭스 부사장
  - 브루스 벅 en:Bruce Buck (1967), 영국 프로 축구단 첼시 회장, 국제적 인수 합병 및 기업 투자 법률 전문가,
  - 앤디 에반스(Andy Evans) - 영국 프로 축구단 퀸즈파크레인저스의 CEO (QPR' Community Trust)
  - 마브 허바드 en:Marv Hubbard - 미식 축구 선수, 전 그린베이 패커스 사장

- 기타

오즈월드 에이버리 - 의사 유전학자 캐나다의 생물학자
기타 주요 동문은 위키백과의 해당 영문 관련 사이트 참조 요망en:List of Colgate University people